# 18 Live
Live 18 – drugi czeski album koncertowy polskiej wokalistki Ewy Farnej. Premiera albumu odbyła się 28 listopada 2011 roku nakładem wydawnictwa Universal Music Group.

## Opis płyty
Album zawiera zapis koncertu urodzinowego artystki, który odbył się 23 września 2011 roku w Brnie w hali Vodova. Dwupłytowe wydawnictwo składa się z DVD oraz CD. Na DVD znajduje się pełny zapis koncertu obejmujący wszystkie dwadzieścia jeden piosenek, natomiast na CD znalazło się tylko dwanaście utworów.
Oprócz samego koncertu, na DVD jako bonus zamieszczono teledyski do piosenek Monster High, Maska oraz Toužím, a także materiał pt. Secret scenes.

## Lista utworów
| Nr  | Tytuł utworu          | Długość |
| --- | --------------------- | ------- |
| 1.  | „Měls mě vůbec rád”   |         |
| 2.  | „Boží mlejny melou”   |         |
| 3.  | „Jaký to je”          |         |
| 4.  | „Bez tebe to zkouším” |         |
| 5.  | „Směj se”             |         |
| 6.  | „Toxique girls”       |         |
| 7.  | „La la laj”           |         |
| 8.  | „Ty jsi král”         |         |
| 9.  | „Břehy ve tmách”      |         |
| 10. | „Nebojim se”          |         |
| 11. | „Ponorka”             |         |
| 12. | „Ticho”               |         |
| 13. | „Kdo víc dá?”         |         |
| 14. | „Virtuální”           |         |
| 15. | „Maska”               |         |
| 16. | „Sama sobě”           |         |
| 17. | „Jen tak”             |         |
| 18. | „Obrazová víla”       |         |
| 19. | „Vyřvi se!”           |         |
| 20. | „Toužím”              |         |
| 21. | „Déšť”                |         |

| Nr  | Tytuł utworu          | Długość |
| --- | --------------------- | ------- |
| 1.  | „Měls mě vůbec rád”   | 4:43    |
| 2.  | „Boží mlejny melou”   | 4:24    |
| 3.  | „Bez tebe to zkouším” | 4:03    |
| 4.  | „Toxique girls”       | 4:36    |
| 5.  | „Břehy ve tmách”      | 5:27    |
| 6.  | „Nebojim se”          | 4:59    |
| 7.  | „Ticho”               | 4:55    |
| 8.  | „Maska”               | 3:45    |
| 9.  | „Sama sobě”           | 4:40    |
| 10. | „Vyřvi se!”           | 3:48    |
| 11. | „Toužím”              | 4:21    |
| 12. | „Déšť”                | 5:51    |
|     |                       | 55:32   |

## Materiały dodatkowe

### Bonus
| Nr | Tytuł utworu   | Długość |
| -- | -------------- | ------- |
| 1. | „Monster High” |         |
| 2. | „Toužím”       |         |
| 3. | „Maska”        |         |

### Secret scenes
Materiał pt. Secret Scenes zawiera m.in. filmy z przygotowań i prób do koncertu, making of, urywki z koncertu oraz podziękowania dla fanów.

## Twórcy
Zespół
- Ewa Farna – śpiew, perkusja
- Jan Steinsdörfer – instrumenty klawiszowe, fortepian
- Tomáš Lacina – gitara basowa
- Martin Chobot – gitara elektryczna
- Tomáš Fuchs – gitara elektryczna
- Lukáš Pavlík – perkusja, gitara akustyczna